# Araguanã (Maranhão)
Araguanã is een gemeente in de Braziliaanse deelstaat Maranhão. De gemeente telt 10.325 inwoners (schatting 2009).